# Brison-Saint-Innocent
Brison-Saint-Innocent település Franciaországban, Savoie megyében. Lakosainak száma 2443 fő (2022. január 1.). Brison-Saint-Innocent Aix-les-Bains, La Biolle, La Chapelle-du-Mont-du-Chat, Grésy-sur-Aix, Saint-Pierre-de-Curtille és Entrelacs községekkel határos.

## Népesség
A település népességének változása:
| Lakosok száma | 2153 | 2110 | 2197 | 2131 | 2196 | 2262 | 2327 | 2360 | 2443 |
|               | 2013 | 2015 | 2016 | 2017 | 2018 | 2019 | 2020 | 2021 | 2022 |